# Walt Brown
Walter Charles Brown, detto Walt (Springfield, 30 dicembre 1911 – Carlisle, 29 luglio 1951), è stato un pilota automobilistico statunitense.

## Carriera
Prese parte alla 500 Miglia di Indianapolis nel 1947, 1950 e 1951, ottenendo come miglior risultato il settimo posto alla sua prima partecipazione. Morì in un grave incidente automobilistico in Pennsylvania nel 1951.
Tra il 1950 e il 1960 la 500 Miglia di Indianapolis faceva parte del Campionato mondiale di Formula 1, per questo motivo Brown ha all'attivo anche 2 Gran Premi in F1.
Brown è stato sepolto presso il cimitero di San Carlo di East Farmingdale, New York.

## Risultati in Formula 1
| 1950 | Scuderia     | Vettura      |  |  |    |  |  |  |  |  | Punti | Pos. |
| ---- | ------------ | ------------ |  |  | -- |  |  |  |  |  | ----- | ---- |
| 1950 | Tuffy's Offy | Kurtis Kraft |  |  | 19 |  |  |  |  |  | 0     |      |

| 1951 | Scuderia            | Vettura      |  |     |  |  |  |  |  |  | Punti | Pos. |
| ---- | ------------------- | ------------ |  | --- |  |  |  |  |  |  | ----- | ---- |
| 1951 | Federal Engineering | Kurtis Kraft |  | Rit |  |  |  |  |  |  | 0     |      |

| Legenda | 1º posto     | 2º posto | 3º posto    | A punti         | Senza punti/Non class.  | Grassetto – Pole position Corsivo – Giro più veloce |
| Legenda | Squalificato | Ritirato | Non partito | Non qualificato | Solo prove/Terzo pilota | Grassetto – Pole position Corsivo – Giro più veloce |